# Montedoro
Montedoro est une commune de la province de Caltanissetta en Sicile (Italie).

## Toponymie
Muntidoru en sicilien.

## Administration
| Période                                  | Période  | Identité                    | Étiquette | Qualité |
| ---------------------------------------- | -------- | --------------------------- | --------- | ------- |
| 27 mai 2003                              | En cours | Francesco Giuseppe Piccillo |           |         |
| Les données manquantes sont à compléter. |          |                             |           |         |

### Communes limitrophes
Bompensiere, Canicattì, Mussomeli, Racalmuto, Serradifalco

## Jumelages
- Vaulx-en-Velin (France)
- Saint-Nicolas (Liège) (Belgique)